# Партнёрство Большого Хьюстона
Партнёрство Большого Хьюстона (англ. Greater Houston Partnership, сокр. GHP) — крупнейшая торговая палата в Хьюстоне (США), выполняющая функции организации экономического развития для агломерации Большой Хьюстон, включающей в себя округа Остин, Бразория, Чеймберс, Форт-Бенд, Галвестон, Харрис, Либерти, Монтгомери, Сан-Хасинто и Уоллер. Штаб-квартира организации располагается в центре Хьюстона по адресу Suite 900 в Tower Partnership.

## История
Организация была создана в 1989 году в результате слияния Совета экономического развития Хьюстона, Торговой палаты Хьюстона и Всемирной торговой ассоциации Хьюстона. Деятельность организации включает в себя привлечение бизнеса в Хьюстон, содействие долгосрочному экономическому развитию и формирование повестки дня города.

## Критика
В 2014 году газета Houston Chronicle раскритиковала организацию за отказ на запрос о публикации определённых сведений в публичный доступ, а в качестве решения проблемы GHP вместо раскрытия запрошенной информации решила расторгнуть контракты с местными властями, что вызвало критику со стороны выборных должностных лиц.
В январе 2021 года организация подверглась критике за отсутствие осуждения участников штурма Капитолия 6 января 2021 года, в то время как другие торговые организации, профсоюзы и некоммерческие организации выразили однозначное осуждение
В апреле 2021 года представители деловых кругов призвали GHP открыто выступить против предложенного некоторыми членами Легистратуры Техаса закона, который мог бы оказать в будущем давление на избирателей. 175 известных представителей бизнес-сообщества Хьюстона, в том числе десять членов GHP, открыто выступили против закона. Двумя днями позже судья округа Харрис Лина Идальго и мэр Хьюстона Сильвестр Тёрнер отказались от формального обеда с GHP в знак протеста против умолчания организацией позиции по предложенному закону. На следующий день GHP опубликовала заявление, где высказалась «против подавления избирателей», но по-прежнему не опубликовала собственную позицию по законопроектам.